# 카스페르 율만
카스페르 율만(덴마크어: Kasper Hjulmand, 1972년 4월 9일 ~ )은 덴마크의 전 축구 선수이자 현 축구 지도자이다. FC 노르셸란(2011년 ~ 2014년, 2016년 ~ 2019년)과 마인츠 05(2014년 ~ 2015년)에서 감독을 맡았으며 2020년부터 2024년까지 덴마크 축구 국가대표팀의 감독을 맡았다.